# Česká Lípa (huyện)
Huyện Česká Lípa (tiếng Séc: Okres Česká Lípa) là một huyện (okres) nằm trong vùng Liberec của Cộng hòa Séc. Huyện Česká Lípa có diện tích 1137 km², dân số năm 2002 là 106411 người. Thủ phủ huyện đóng ở Česká Lípa. Huyện này có 59 khu tự quản.

## Các khu tự quản
Huyện Česká Lípa có 59 khu tự quản sau: